# فيلافرويلا
بلدية فيلافرويلا (بالإسبانية: Villafruela)‏, هي إحدى بلديات مقاطعة برغش, التي تقع في منطقة قشتالة وليون, والتي تقع في شمال غرب إسبانيا.
يبلغ عدد سكانها 280 نسمة وفقاً لإحصائية سنة (2002).